# Východolabská tabule
Východolabská tabule je český geomorfologický celek nacházející se v severozápadní části Východočeské tabule. Leží v Královéhradeckém kraji (okresy Jičín, Trutnov, Náchod, Hradec Králové), v Pardubickém kraji (okresy Pardubice, Chrudim, Ústí nad Orlicí) a ve Středočeském kraji (okresy okrese Kolín, Nymburk).

## Poloha a sídla

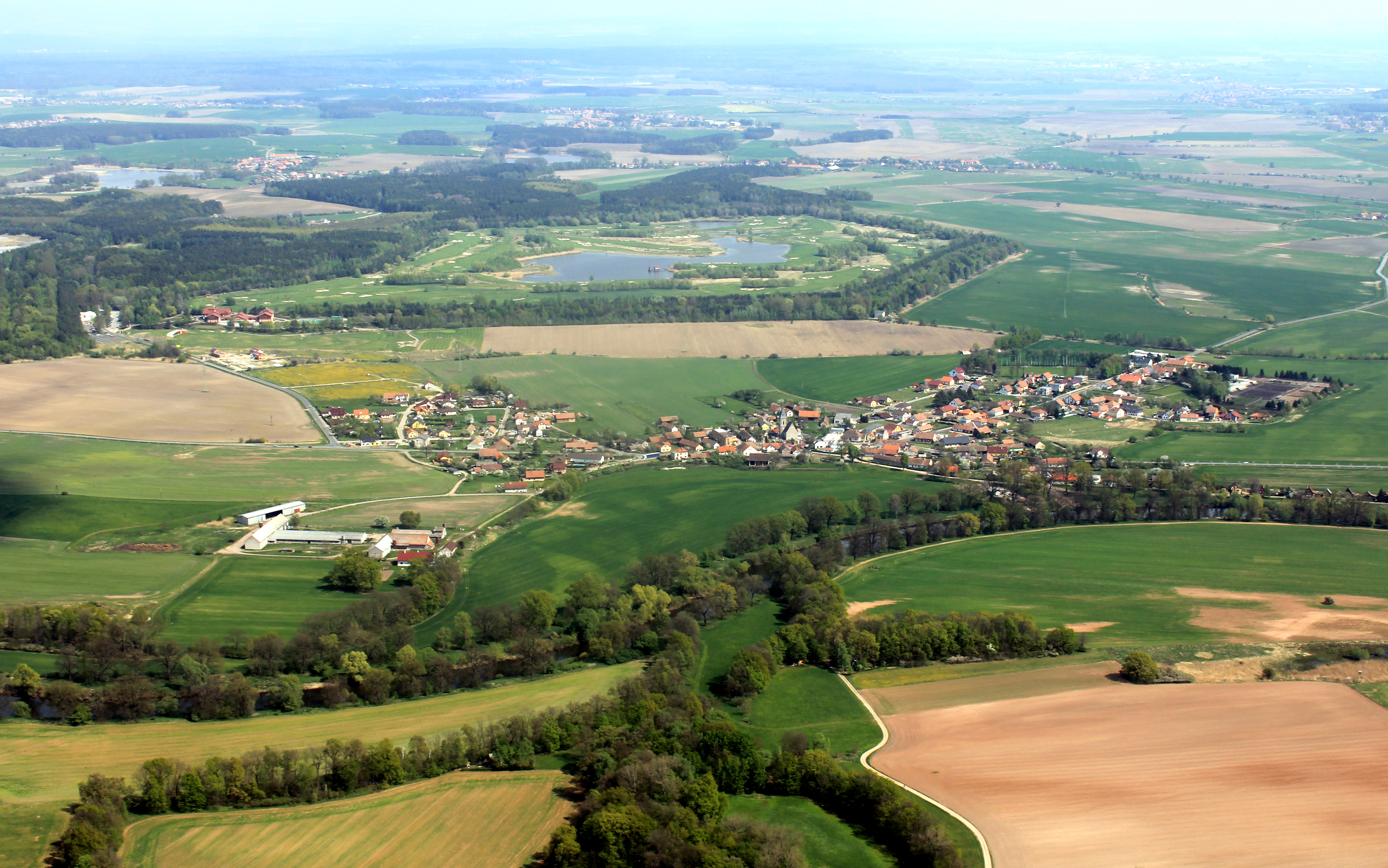
Krajina v Pardubické kotlině u obce Dříteč

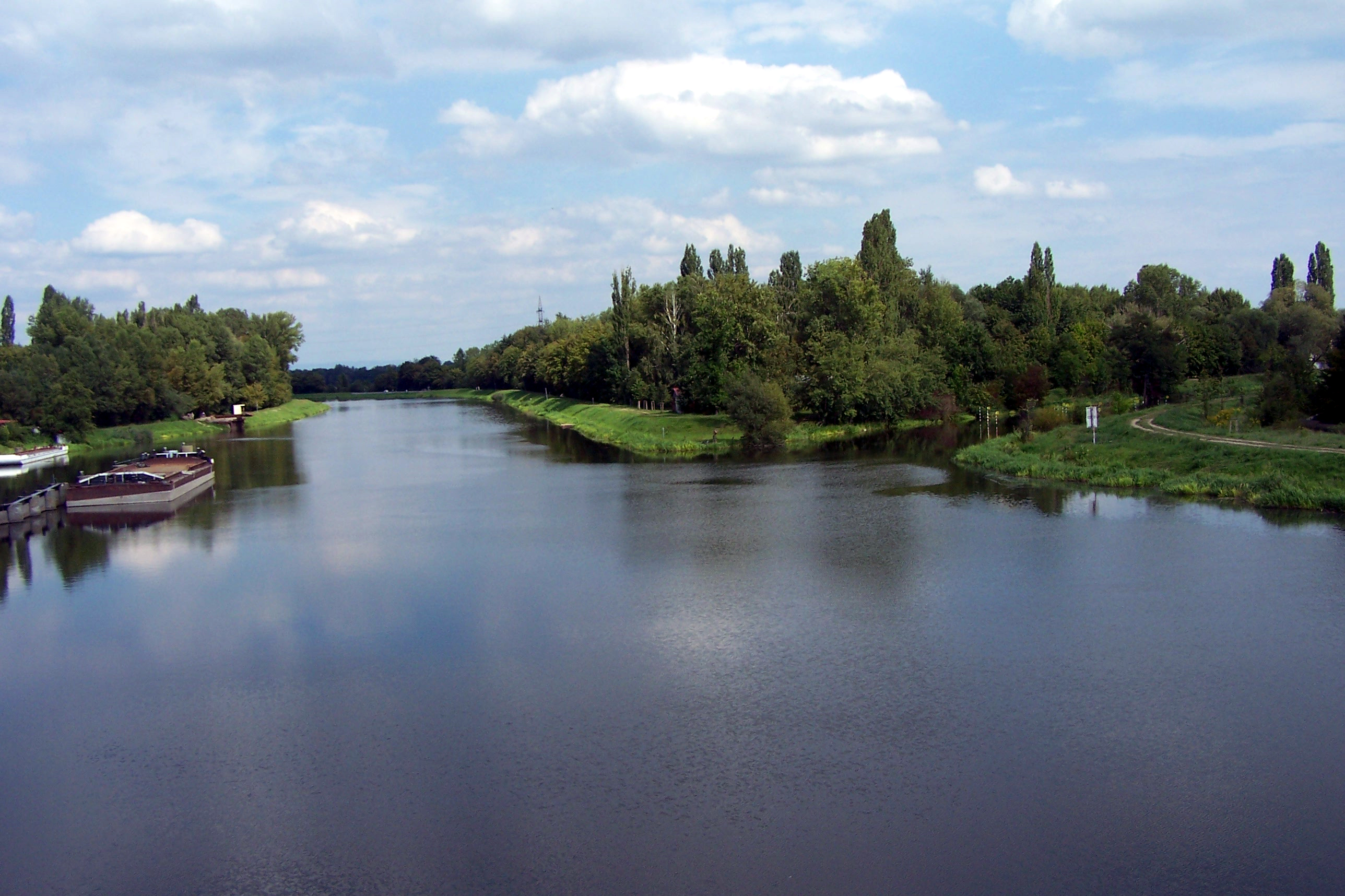
Soutok Labe a Chrudimky z pardubického zdymadla

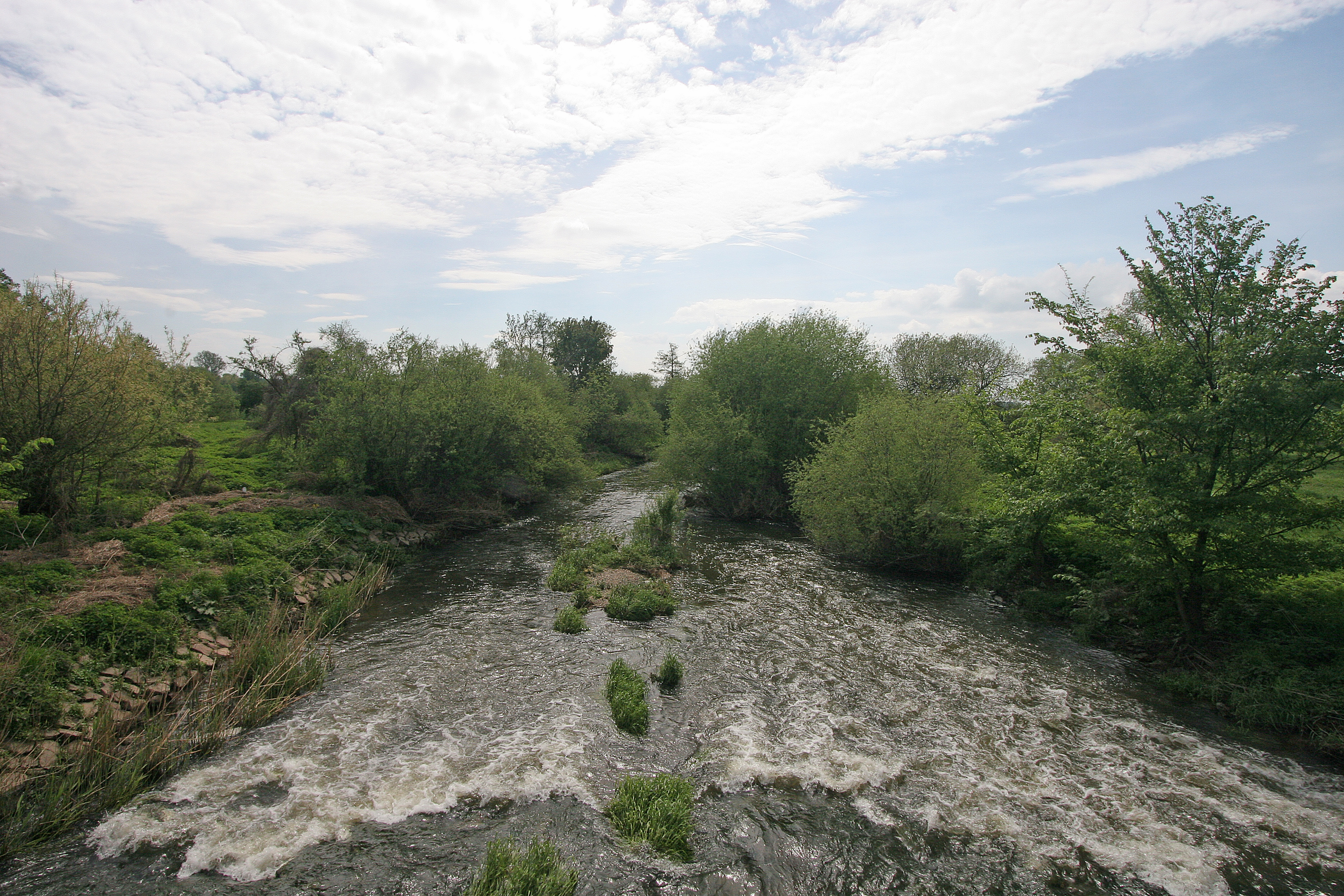
Cidlina z mostu u vsi Pamětník

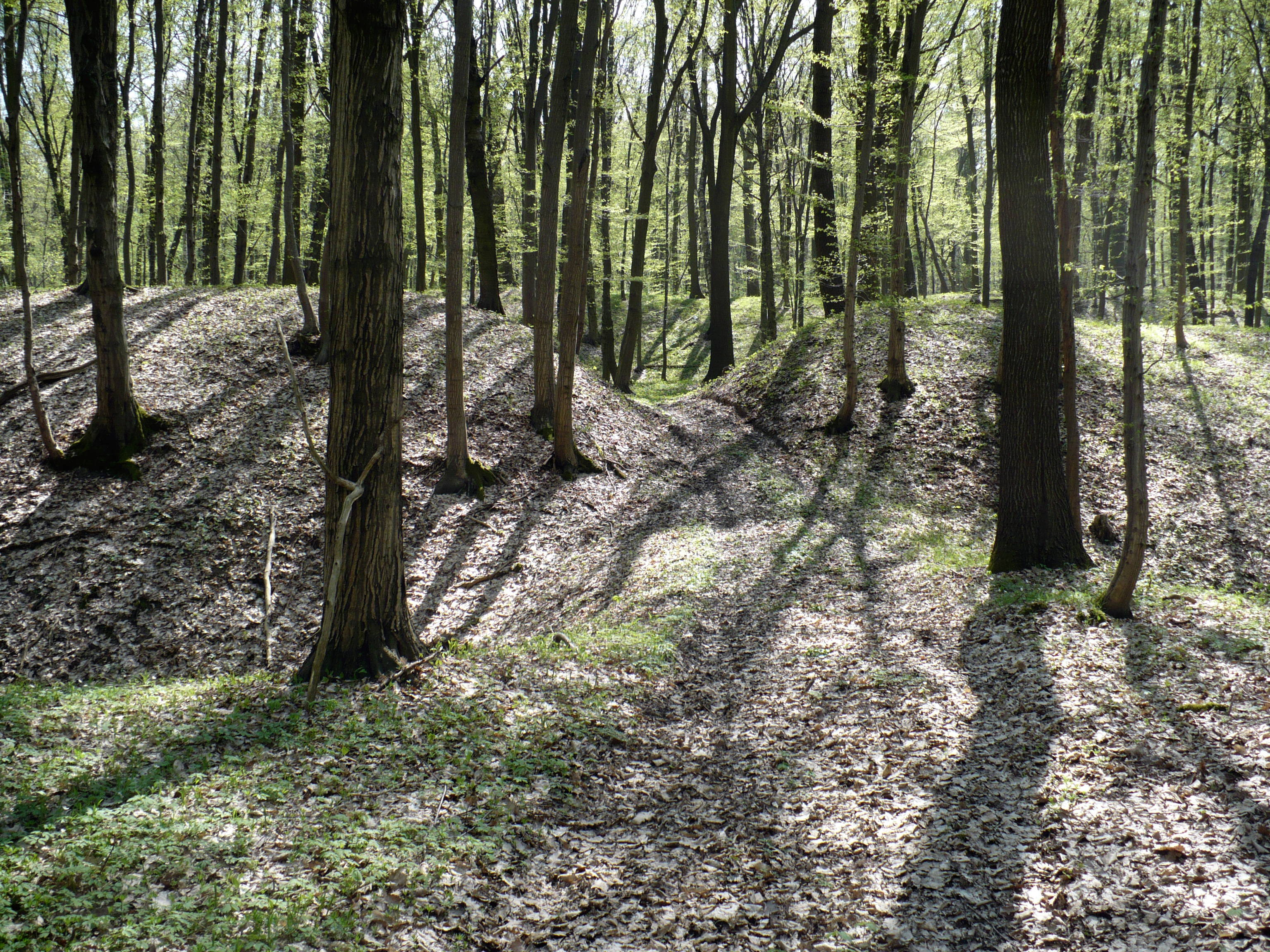
Češovské valy

Území celku se rozkládá zhruba mezi sídly Jičíněves (na severozápadě), Hořice (na severu), Kuks (na severovýchodě), Vysoká nad Labem (na východě), Vysoké Mýto (na jihovýchodě), Chrudim (na jihu), Kolín (na jihozápadě) a Lovčice (na západě). Uvnitř celku leží krajská města Pardubice a Hradec Králové (část) a další města Nový Bydžov, Chlumec nad Cidlinou a Jaroměř (část).

## Charakter území
Je to plochá pahorkatina v povodí Labe Cidliny a Loučné, na slínovcích, jílovcích, spongilitech a pískovcích svrchní křídy, s pleistocenními říčními a eolickými (větrnými) sedimenty. Je zde slabě rozčleněný erozně denudační reliéf pleistocenních říčních teras a údolních niv Labe, Cidliny a přítoků, se sprašovými pokryvy a závějemi a pokryvy a přesypy vátých písků, strukturně denudačních plošin a plochých hřbetů.

## Geomorfologické členění
Celek Východolabská tabule (dle značení Jaromíra Demka VIC–1) se geomorfologicky člení na tři podcelky: Cidlinská tabule (VIC–1A) na severozápadě, Chlumecká tabule (VIC–1B) uprostřed a Pardubická kotlina (VIC–1C) na jihovýchodě.
Tabule sousedí s celky Orlická tabule na východě, Svitavská pahorkatina na jihu a jihovýchodě, Středolabská tabule na západě a jihozápadě, Jičínská pahorkatina na severu a Železné hory na jihozápadě.
Kompletní geomorfologické členění Východolabské tabule uvádí následující tabulka:
| Geomorfologické členění Východolabské tabule                           | Geomorfologické členění Východolabské tabule | Geomorfologické členění Východolabské tabule |
| ---------------------------------------------------------------------- | -------------------------------------------- | -------------------------------------------- |
| ČESKÁ VYSOČINA • Česká tabule • Východočeská tabule                    |                                              |                                              |
| CIDLINSKÁ TABULE                                                       | Novobydžovská tabule                         | Holý (323 m)                                 |
| CIDLINSKÁ TABULE                                                       | Ostroměřská tabule                           |                                              |
| CIDLINSKÁ TABULE                                                       | Nechanická tabule                            |                                              |
| CHLUMECKÁ TABULE                                                       | Velichovecká tabule                          | Na šancích (352 m)                           |
| CHLUMECKÁ TABULE                                                       | Libčanská plošina                            |                                              |
| CHLUMECKÁ TABULE                                                       | Barchovská plošina                           |                                              |
| CHLUMECKÁ TABULE                                                       | Krakovanská tabule                           |                                              |
| CHLUMECKÁ TABULE                                                       | Dobřenická plošina                           |                                              |
| CHLUMECKÁ TABULE                                                       | Urbanická brána                              |                                              |
| PARDUBICKÁ KOTLINA                                                     | Smiřická rovina                              |                                              |
| PARDUBICKÁ KOTLINA                                                     | Kunětická kotlina                            | Kunětická hora (315 m)                       |
| PARDUBICKÁ KOTLINA                                                     | Kladrubská kotlina                           |                                              |
| PARDUBICKÁ KOTLINA                                                     | Východolabská niva                           |                                              |
| PARDUBICKÁ KOTLINA                                                     | Holická tabule                               |                                              |
| PARDUBICKÁ KOTLINA                                                     | Dašická kotlina                              |                                              |
| PARDUBICKÁ KOTLINA                                                     | Sezemická kotlina                            |                                              |
| PARDUBICKÁ KOTLINA                                                     | Nemošická tabule                             |                                              |
| PROVINCIE • Subprovincie • Oblast / Celek / PODCELEK • Okrsek • Vrchol |                                              |                                              |

## Nejvyšší vrcholy
Nejvyšším bodem Východolabské tabule je Na šancích (352 m n. m.).
V seznamu jsou uvedeny vrcholy s výškou nad 300 m n. m.
| název vrcholu    | výška (m n. m.) | podřazená jednotka |
| ---------------- | --------------- | ------------------ |
| Na šancích       | 352             | Chlumecká tabule   |
| Chlum            | 338             | Chlumecká tabule   |
| Chloumek         | 337             | Chlumecká tabule   |
| Svíb             | 331             | Chlumecká tabule   |
| Holý             | 323             | Cidlinská tabule   |
| Hořiněveské lípy | 320             | Chlumecká tabule   |
| Češovské valy    | 320             | Cidlinská tabule   |
| Kunětická hora   | 315             | Pardubická kotlina |
| Hořička          | 312             | Chlumecká tabule   |
| Bukvice          | 312             | Cidlinská tabule   |
| Libiny           | 309             | Chlumecká tabule   |
| Za Kouty         | 308             | Cidlinská tabule   |
| Kazatelna        | 305             | Cidlinská tabule   |
| Jehlický vrch    | 302             | Chlumecká tabule   |
| Prašivka         | 301             | Chlumecká tabule   |